# Lauren Tewes
Cynthia Lauren Tewes (Trafford, 26 oktober 1953) is een Amerikaanse actrice. Ze is vooral bekend van haar rol als Julie McCoy in de televisieserie The Love Boat.

## Biografie
Tewes werd geboren op 26 oktober 1953 in Trafford (Pennsylvania) als een van de vier kinderen van Joanne Woods en Joseph Tewes. Toen ze acht was verhuisde het gezin naar Whittier (Californië). Tijdens haar middelbareschooltijd volgde ze een acteeropleiding en vervolgens kreeg ze een studiebeurs om haar opleiding voort te zetten aan de Universiteit van Californië - Riverside.
In 1973, toen haar beurs afliep, stopte Tewes met haar studie en ging ze aan de slag in het theater. Halverwege 1974 bemachtigde ze een rol in een reclame voor Lipton Ice Tea, waardoor ze lid kon worden van de Screen Actors Guild. Vervolgens speelde ze gastrollen in de televisieseries Charlie's Angels, Vega$, Family en Starsky and Hutch.
Tewes kreeg in 1977 een vaste rol als Cruise Director Julie McCoy in de televisieserie The Love Boat. Tegelijkertijd verscheen ze in de televisiefilm Dallas Cowboys Cheerleaders uit 1979 naast Jane Seymour en maakte ze haar filmdebuut in de film Eyes of a Stranger uit 1981, waarin ook een jonge Jennifer Jason Leigh speelde.
In 1984 werd Tewes na zeven seizoenen in The Love Boat vervangen wegens een zeer publieke cocaïneverslaving, die ze uiteindelijk te boven kwam. Ze hernam haar rol als gast in een aflevering uit 1985 en in de televisiefilms in het seizoen 1986-87.
In de jaren tachtig was ze ook te zien in de televisieseries My Two Dads, The New Mike Hammer, Murder, She Wrote, T.J. Hooker and Hunter. 
In 1994 verhuisde Tewes naar Seattle en ging acteren en regisseren in regionaal theater. Naast het inspreken van stemmen voor reclamespots was ze in 1998 op tv te zien in een aflevering van Love Boat: The Next Wave en in 2000-2001 had ze een terugkerende rol in The Fugitive.
Tewes volgde een koksopleiding om kaasspecialist te worden en werkt naast haar acteercarrière als souschef voor een cateringbedrijf in Seattle.
Tewes heeft drie huwelijken achter de rug. Van 1977 tot 1982 was ze getrouwd met John Wassel, een tv-reclame-regisseur. In 1985 trouwde ze met Paolo Nonnis, een Italiaanse drummer. Ook dat huwelijk eindigde in 1988 in een scheiding. Haar derde huwelijk was in 1996 met toneelspeler Robert Nadir en duurde tot zijn dood in 2002.

## Filmografie
- Gemeinsame Normdatei: 1269740113
- International Standard Name Identifier: 0000 0004 2022 0836
- Library of Congress Control Number: no2015122244
- Nationale Bibliotheek van Tsjechië: xx0178523
- Virtual International Authority File: 305386864
- WorldCat: E39PBJpdQfGY9KRhyGgvG9qhHC